# Kofola
Kofola es una bebida carbonatada producida en la República Checa y Eslovaquia. Es la principal competidora de Coca-Cola y Pepsi en ambos mercados.

## Historia
Kofola se originó en la compañía farmacéutica checoslovaca "Galena n.p.", situada en Opava, en 1959 durante la búsqueda de posibles usos para el exceso de cafeína resultante del proceso del tostado del café. El sirope resultante del proceso o "Kofo" era oscuro con un sabor entre dulce y amargo y se convirtió en el ingrediente principal de un nuevo refresco llamado "Kofola" puesto a la venta en 1962. Entre los años 60 y 70 Kofola se volvió tremendamente popular en la comunista Checoslovaquia ya que era la sustituta de bebidas occidentales como Coca-Cola o Pepsi, que estaban disponibles pero valían más del doble que Kofola.
Después de la caída del régimen comunista en 1989, Kofola se vio obligada a competir con todas las marcas que venían a instalarse en el nuevo mercado. Tras un período de declive y problemas con la marca (muchas compañías producían su propia "kofola" ya que el término se generalizó aunque las bebidas no tuvieran nada que ver con la original), en 2000 la compañía Santa nápoje, situada en Krnov y propiedad de la familia de origen griego Samaras, se convirtió en la única productora y distribuidora de "Kofola" en la República Checa y Eslovaquia.
En 2002 la compañía construyó una nueva fábrica en Rajecká Lesná, Eslovaquia, para satisfacer la demanda del mercado eslovaco. EN 2003, Santa nápoje cambió su nombre por Kofola, a.s.. Además de "kofola", la compañía produce otros refrescos (Top Topic, Jupí, Jupík, RC Cola y Vinea desde 2008) que se exportan a Polonia, Hungría, Eslovaquia y Croacia. La intención de la compañía es construir otra fábrica en Polonia.
Desde 1998 Kofola ha sido embotellada (además de en las clásicas botellas de cristal de 0,33l) en botellas de plástico de 0,5l y de 2l. Las latas de 0,25l empezaron a venderse en 2003, las botellas de plástico de 1l en diciembre de 2004. Los barriles a presión de 50 litros que venden bares y restaurantes en los dos países, son muy populares también.
Desde 2002 la compañía ha dirigido sus campañas publicitarias hacia el público más joven con el eslogan "Když ji miluješ, není co řešit. / Keď ju miluješ, nie je čo riešiť." ("Si te encanta no hay nada más que pensar"). Hasta el año 2000, el logo de Kofola tenía el aspecto de una semilla de café. Ahora, se asemeja a una flor de la misma planta.